# Memórias de uma Gueixa (filme)
Memórias de uma Gueixa (em inglês, Memoirs of a Geisha) é um drama épico estadunidense de 2005 e uma adaptação fílmica do livro de mesmo nome, produzido pela empresa de Steven Spielberg, Amblin Entertainment, e Spyglass Entertainment e empresa de Douglas Wick, Red Wagon Productions. O filme foi dirigido por Rob Marshall e foi lançado nos Estados Unidos em 9 de dezembro de 2005 pela Columbia Pictures e DreamWorks Pictures. DreamWorks só foi dado apenas o crédito de estúdio. Este filme é estrelado por Zhang Ziyi, Ken Watanabe, Gong Li, Michelle Yeoh, Youki Kudoh, e Suzuka Ohgo. Produção aconteceu no sul e no norte da Califórnia e em vários locais em Quioto, incluindo o templo Kiyomizu-dera e o santuário Fushimi Inari-taisha.
Memórias de uma Gueixa conta a história de uma jovem garota, Chiyo Sakamoto, que é vendida a uma okiya, uma casa de gueixas por sua família. Sua nova família, então, enviá-la para a escola para se tornar uma gueixa. Este filme é principalmente sobre Chiyo mais velha e sua luta como uma gueixa para encontrar o amor, sendo que neste processo termina por fazer um monte de inimigos. O filme foi indicado e ganhou inúmeros prêmios, incluindo indicações para seis Oscar, e, finalmente, ganhou três: Melhor Fotografia, Melhor Direção de Arte e Melhor Figurino.
O lançamento japonês do filme foi intitulado Sayuri, nome de gueixa do personagem-título.

## Sinopse
O filme começa nos anos que antecedem à Segunda Guerra Mundial, quando uma criança japonesa chamada Chiyo é vendida pelo seu pai, pescador de uma vila de pescadores, para uma casa de gueixas. Ela ficaria destinada durante os primeiros anos às tarefas domésticas, conforme ditava a tradição. Cresce na dúvida e na esperança de encontrar a família, sem compreender o sentido da vida que agora levava, até que, por obra do destino, conhece acidentalmente um dos homens mais poderosos do Japão, por quem se apaixona imediatamente e, para lhe conseguir chegar, reconsidera o rumo da sua vida para se tornar uma gueixa de sucesso. Chiyo, que passaria a ser conhecida por Sayuri — o seu nome de gueixa — recebe a sua formação de uma das mais conceituadas gueixas do Japão, Mameha, rival de uma outra (Hatsumomo) que vive na sua casa (okyia) e que, desde a sua chegada, lhe tem dificultado a vida.

## Elenco
- Zhang Ziyi .... Chiyo Sakamoto/Sayuri
- Ken Watanabe .... presidente Iwamura Ken
- Michelle Yeoh .... Mameha
- Gong Li .... Hatsumomo
- Youki Kudoh .... Pumpkin
- Kaori Momoi .... Mãe
- Tsai Chin .... Vó
- Cary-Hiroyuki Tagawa .... barão
- Suzuka Ohgo .... Chiyo (criança)
- Kôji Yakusho .... Nobu Toshikazu
- Zoe Weizenbaum .... Pumpkin (criança)
- Thomas Ikeda .... sr. Bekku
- Togo Igawa .... Tanaka Ichiro
- Mako .... Sakamoto
- Samantha Futerman .... Satsu
- Elizabeth Sung .... esposa de Sakamoto
- Ted Levine .... coronel Derricks
- Paul Adelstein .... tenente Hutchins

## Produção

### Pré-produção
O produtor Steven Spielberg tinha se programado para dirigir Memórias de uma Gueixa como o projeto seguinte após O Resgate do Soldado Ryan. No entanto o seu companheiro executivo da DreamWorks David Geffen tentou persuadi-lo a não assumir o projeto afirmando que, "Eu não acho que é bom o suficiente para ele". Querendo ou não, ele foi dissuadido de assumir o projeto, ele passou a dirigir A.I. Artificial Intelligence em seu lugar. Antes do envolvimento de Spielberg, o filme foi planejado para ser filmado no Japão falado em língua japonesa.
As três atrizes não-japonesas protagonistas (Zhang Ziyi, Gong Li e Michelle Yeoh) foram colocadas em um "acampamento de gueixas" antes da produção começar, durante o qual elas foram formadas em tradicionais práticas gueixas de musicalidade, dança e cerimónia do chá.

### Produção

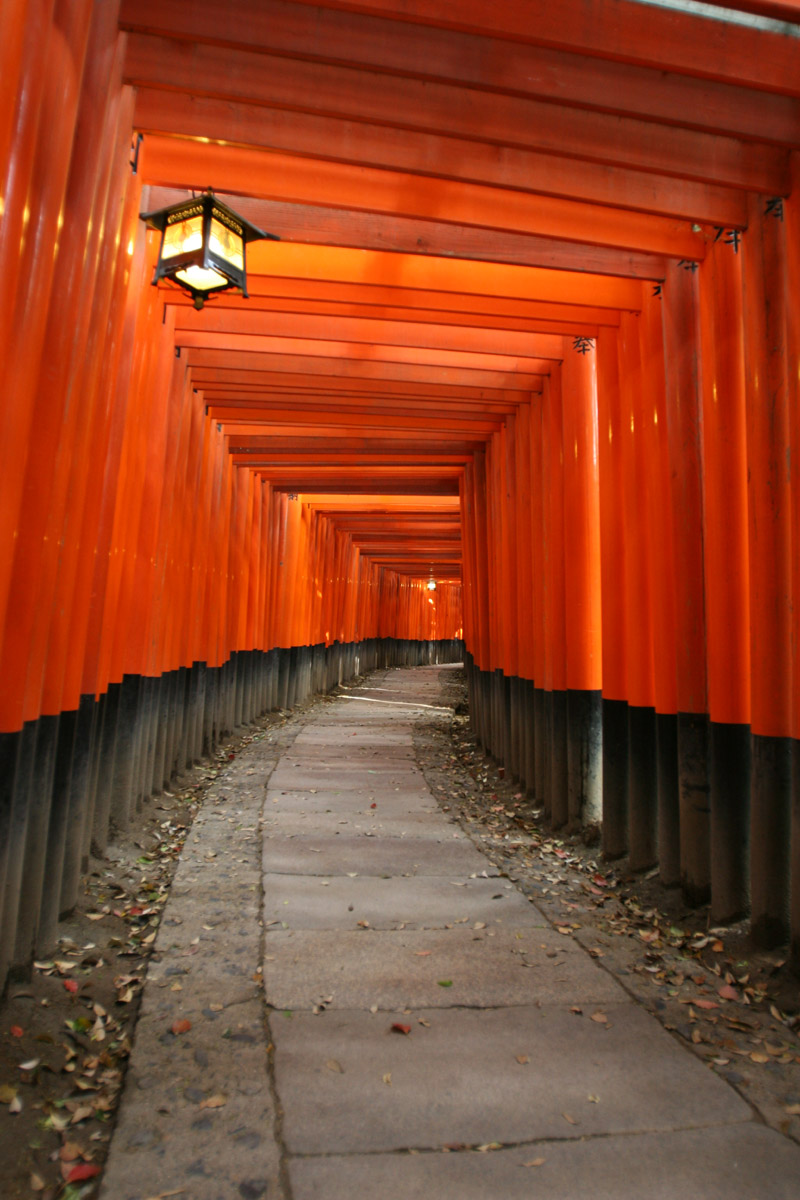
As portas de entradas laranjas no santuário Fushimi Inari Taisha em Fushimi (Quioto), usado em uma cena em que uma jovem Chiyo é vista através deles

A produção do filme teve lugar de 29 de setembro de 2004 a 31 de janeiro de 2005, foi decidido pelos produtores que o Japão contemporâneo parecia muito moderno para filmar uma história que ocorreu na década de 1920 e dos anos 30 e que seria mais eficiente e barato criar cenários para o filme em estúdios e locações nos Estados Unidos, principalmente na Califórnia. A maior parte do filme foi rodado em um grande set construído em um rancho em Thousand Oaks, Califórnia que foi uma recriação detalhada de um distrito de gueixas do século XX, em Quioto, no Japão. A maioria das cenas interiores foram filmadas em Culver City na Califórnia em Sony Pictures Studios. Outros locais em California incluídos são São Francisco, Moss Beach, Descanso Gardens em La Cañada Flintridge, Sacramento, o Restaurante Yamashiro em Hollywood, os Jardins Japoneses da Biblioteca Huntington em San Marino, Jardins Hakone em Saratoga, e Centro de Los Angeles no Belasco Theater em Hill Street. No final da produção, algumas cenas foram filmadas em Quioto, no Japão, incluindo o Fushimi Inari Taisha o santuário de Xintoísmo de Inari Ōkami, localizada em Fushimi (Quioto).

### Pós-produção
Na pós-produção, uma das tarefas dos editores de som foi para melhorar a pronúncia do inglês do elenco internacional. Isso às vezes envolvendo e reunindo diferentes clips de diálogo de outros segmentos do filme para formar novas sílabas de atores do filme, alguns dos quais falavam parcialmente a fonética do inglês, quando eles realizaram seus papéis no set. A realização dos editores de som lhes rendeu uma nomeação para o prêmio da Academia para Melhor Edição de Som.

## Recepção

### Crítica
No hemisfério ocidental, o filme recebeu críticas mistas. Na China e no Japão, as respostas foram, por vezes, muito negativas devido a várias controvérsias que surgiram a partir de elenco do filme e sua relação com a história.
O Metacritic, que usa uma média ponderada, atribuiu ao filme uma pontuação de 54 em 100, baseado em 38 críticos, indicando críticas "mistas ou médias". No site agregador de críticas Rotten Tomatoes, 35% das  resenhas dos críticos são positivas. O consenso afirmou: "Menos sutil do que o seu material de origem, Memórias de uma Gueixa pode ser uma produção luxuosa, mas ainda carrega o ar simplista de uma novela". 

### Controvérsia do elenco
A polêmica começou durante o lançamento do filme, quando alguns dos papéis mais importantes, incluindo as das gueixas Sayuri, Hatsumomo e Mameha, não foram para as atrizes japonesas. Zhang Ziyi (Sayuri) e Gong Li (Hatsumomo) são ambas chinesas, enquanto Michelle Yeoh (Mameha) é de uma etnia chinesa da Malásia. O mais notável é o fato de que todas as três, já estavam destacadas no cinema chinês.
Os cineastas defenderam a decisão, no entanto, e as atribuíram a "capacidade de atuar e o poder de estrelar" como suas principais prioridades no elenco e nos papéis. O diretor Rob Marshall, observou exemplos como do ator irlandês-mexicano, Anthony Quinn, que foi escalado para o papel de um homem grego em Zorba, o Grego.
O parecer da comunidade asiática foi mista. Para alguns chineses, o elenco era ofensivo porque confundia as gueixas com prostitutas, e porque reviveu memórias das atrocidades japonesas em tempo de guerra.[carece de fontes?] O governo chinês cancelou o lançamento do filme no país por causa de tais conexões, e um site denunciou a atriz Zhang Ziyi como uma "vergonha para a China". Isso foi agravado pela palavra  "geigi" (芸妓), um nome japonês para  gueixa usada na região de Kanto, que inclui Tóquio. O segundo ideograma (妓) pode às vezes significar "prostituta" em japonês, embora, na verdade, tinha uma variedade de significados e não havia uma distinção clara entre gueixas e prostitutas que foram chamados de "Yūjo" (遊女). O ideograma 妓 apenas significa "prostituta" em chinês, e a tradução correta para o chinês da palavra "gueixa" é 艺伎 (chinês tradicional: 藝伎), que não é usado. Alguns japoneses sentiram-se ofendidos porque pessoas de sua própria nacionalidade não tinham conseguido papéis. Outros asiáticos defenderam o elenco, incluindo o ator japonês Ken Watanabe que estrelou um dos papéis principais e disse que "o talento é mais importante do que a nacionalidade".
Em defesa do filme, Zhang falou:
| “ | Um diretor só está interessado em lançar alguém que acredita que é apropriado para um papel. Por exemplo, minha personagem teve que ir de 15 anos a 35; ela tinha que ser capaz de dançar, e ela teve que ser capaz de agir, por isso ele precisava de alguém que pudesse fazer tudo isso. Eu também acho que, independentemente de alguém ser japonesa, chinesa ou coreana, tudo o que teria que aprender é o que é ser uma gueixa, porque quase ninguém hoje sabe o que isso significa, nem mesmo os atores japoneses no filme. Geisha não era para ser um filme-documentário. Eu lembro de ter visto em um jornal chinês, um artigo que dizia que passar só seis semanas para aprender tudo sobre gueixas, não era respeitoso para a cultura. É como dizer que se você estiver interpretando um assaltante, você tem que roubar um certo número de pessoas. A meu ver, esta não é a questão, mas sim, os intensos problemas históricos entre a China e o Japão. Qualquer assunto é uma mina terrestre. Talvez uma das razões pelas quais as pessoas faziam tanto barulho sobre Geisha, foi que elas estavam procurando uma maneira de desabafar sua raiva. | ” |

O crítico de cinema Roger Ebert, apontou que o filme foi feito por uma empresa de propriedade japonesa, e que Gong Li e Zhang Ziyi superam em receita qualquer atriz japonesa, ainda na bilheteria japonesa.

### Resposta chinesa
O filme recebeu algumas respostas hostis na China continental, incluindo a sua proibição por parte da República Popular da China. As relações entre o Japão e a China continental foram particularmente tensas devido a dois fatores principais: no Japão o primeiro-ministro Junichiro Koizumi fez uma série de visitas ao santuário Yasukuni, que homenageia todos os mortos de guerra do Japão, incluindo alguns que foram condenados como criminosos de guerra, que foi denunciado pelo ministério do exterior da China como honrá-los; e a China ajudou a garantir que o Japão não recebesse um assento no Conselho de Segurança das Nações Unidas. O escritor Hong Ying argumentou que "A arte deve estar acima da política nacional". No entanto, o lançamento de Memórias de uma Gueixa nesta situação politicamente carregada adicionado ao conflito cultural dentro e entre China e Japão.
O filme foi originalmente programado para ser exibido nos cinemas na República Popular da China, em 9 de fevereiro de 2006. O chinês State Administration of Radio, Film, and Television decidiu proibir o filme em 1 de fevereiro de 2006, considerando o filme como "muito sensível". Ao fazer isso, ele derrubou uma decisão de novembro para aprovar o filme para a seleção.
O filme é ambientado no Japão durante a Segunda Guerra Mundial, quando a Segunda Guerra Sino-Japonesa estava ocorrendo. Durante este tempo, o Japão capturou e forçou mulheres chinesas como "mulheres de conforto" para os seus homens. A controvérsia surgiu na China a partir de uma aparente confusão de igualar gueixas com a prostituição, e, portanto, a conexão com, e lembrança de, mulheres de conforto sendo usado no Japão na época.
Fontes do jornal, como o de Xangai Oriental Morning Post e o Shanghai Youth Daily, citado os temores de que o filme pode ser proibido pela censura; havia preocupações de que a escalação de atrizes chinesas como gueixas poderia despertar o sentimento anti-Japão e despertar sentimentos sobre as ações em tempo de guerra japoneses na China, especialmente o uso de mulheres chinesas como forçadas profissionais do sexo.

## Principais prêmios e indicações
Oscar 2006 (EUA)
- Venceu nas categorias de melhor direção de arte, melhor fotografia e melhor figurino.
- Indicado nas categorias de melhor trilha sonora, melhor som e melhor edição de som.

BAFTA 2006 (Reino Unido)
- Venceu nas categorias de melhor figurino, melhor fotografia e melhor trilha sonora.
- Indicado nas categorias de melhor atriz (Zhang Ziyi), melhor desenho de produção e melhor maquiagem.

Globo de Ouro 2006 (EUA)
- Venceu na categoria de melhor trilha sonora.
- Indicado na categoria de melhor atriz - drama (Zhang Ziyi).

MTV Movie Awards (EUA)
- Indicada na categoria de melhor performance sexy (Zhang Ziyi).